# Gnophos gruneraria
Gnophos gruneraria är en fjärilsart som beskrevs av Otto Staudinger 1901. Gnophos gruneraria ingår i släktet Gnophos och familjen mätare. Inga underarter finns listade i Catalogue of Life.